# Авалос, Луис
Луис Авалос (исп. Luis Ávalos; 2 сентября 1946, Гавана — 22 января 2014, Бербанк, Калифорния, США) — американский актёр и режиссёр кубинского происхождения.

## Биография
Луис Авалос известен по своим ролям в сериалах и фильмах «Электрическая компания» (1972—1977), «Весёлые истории про ворованные вещи» (1979), E/R (1984—1985), «Симулянт» (2005) и «Из джунглей в джунгли» (1997).
В 1990 году Авалос снял короткометражный фильм Always Roses.
В 2000 году Луис Авалос основал в Лос-Анджелесе Americas Theatre Arts Foundation.
Последний фильм Авалоса — фильм под названием «$5 в день», который был выпущен в 2008 году.
Луис Авалос умер 22 января 2014 года в городе Бербанк от сердечного приступа. Похоронен на кладбище Голливуд-Хилс в Лос-Анджелесе.

## Награды и номинации
- 1996 — NCLR Bravo Awards — номинация за лучшее мужское выступление на фестивале Latino Laugh Festival
- 2002 — ALMA Awards — награда в номинации лучший актёр второго плана за роль в телесериале Resurrection Blvd.